# The Big Easy (film)
The Big Easy is een Amerikaanse neo noir uit 1986 onder regie van Jim McBride.

## Verhaal
Remy McSwain is een politie-luitenant uit New Orleans die onderzoek doet naar de moord op een plaatselijke gangster. Zijn onderzoek doet hem vermoeden dat er mogelijk medeleden van de politie bij betrokken zijn. Anne Osborne, een officier van justitie, wordt gestuurd om de vermeende politiecorruptie te onderzoeken. Na uit de eerste hand enkele onorthodoxe praktijken van Remy te hebben gezien, beschuldigt Anne hem van corruptie. Hij stelt dat ze geen idee heeft hoe het systeem in New Orleans werkt voor de politie.
Ondanks Osborne's wantrouwende en ongeruste gevoelens jegens hem, krijgen ze een relatie. McSwain wordt betrapt op het accepteren van uitbetalingen door de Ministerie van Binnenlandse Zaken, en aan Osborne is de taak hem te vervolgen. Met behulp van collega-agenten binnen de politie wordt het bewijs vernietigd. McSwain wordt vrijgesproken van de beschuldigingen, waarna Anne kampt met het conflict tussen haar persoonlijke gevoelens voor Remy en haar plicht om de wet te handhaven.
Later wordt onthuld dat Jack Kellom, Remy's baas, en de twee detectives De Soto en Dodge achter de moord zitten en dat een voorraad heroïne is verborgen op een scheepswerf. Kellom gaat naar de boot en wordt geconfronteerd door De Soto en Dodge. Kellom stelt voor om de drugs te vernietigen, maar De Soto schiet Kellom neer. Remy en Anne arriveren kort daarna en een vuurgevecht volgt, waarbij De Soto wordt neergeschoten door een dodelijk gewonde Kellom. Dodge wordt neergeschoten met een lichtpistool door Remy. De laatste scène toont Remy die danst met Anne, en het lijkt erop dat ze net getrouwd zijn.

## Rolverdeling
| Acteur           | Personage                                    |
| ---------------- | -------------------------------------------- |
| Dennis Quaid     | Detective Luitenant Remy McSwain             |
| Ellen Barkin     | Assistent-officier van justitie Anne Osborne |
| Ned Beatty       | Captain Jack Kellom                          |
| John Goodman     | Detective Sergeant Andre DeSoto              |
| Lisa Jane Persky | Detective McCabe                             |
| Tom O'Brien      | Bobby McSwain                                |
| Charles Ludlam   | Lamar Parmentel                              |
| Grace Zabriskie  | Mam                                          |
| Marc Lawrence    | Vinnie 'The Cannon' DiMotti                  |
| Solomon Burke    | Daddy Mention                                |
| Gailard Sartain  | Chef Paul                                    |
| Jim Garrison     | Rechter Jim Garrison                         |
| Bob Kearney      | Detective Sergeant Kearney                   |

## Productie
De werktitel van de film was Windy City; aanvankelijk zou de film afspelen in Chicago. Jim Garrison, officier van justitie tijdens onderzoek naar de moord op president Kennedy, maakt een cameo in de film.
Mel Gibson, Harrison Ford, Bruce Willis, Richard Gere, Michael Keaton, Alec Baldwin, Gary Oldman, Liam Neeson, Bill Paxton, Kevin Costner, Tommy Lee Jones, Jeff Bridges, Bruce Greenwood, Michael Nouri, Kurt Russell, Patrick Swayze, John Travolta, Mickey Rourke, Arnold Schwarzenegger en Sylvester Stallone werden allen overwogen voor de mannelijke hoofdrol die Dennis Quaid uiteindelijk bemachtigde. Quaid deed, ter voorbereiding van de rol in de film, een maand lang onderzoek naar politie-agenten in New Orleans.
Volgens Robert Redford was The Big Easy de eerste film die voor distributie aan een filmstudio werd verkocht op het festival, een handeling die in de daaropvolgende jaren standaardpraktijk werd.

## Ontvangst
De film werd in 1986 allereerst vertoond op verscheidene filmfestivals, waaronder het International Film Festival Rotterdam en Sundance Film Festival. Een grootschalige release in de Verenigde Staten en Nederland volgde in 1987. De film kreeg in Nederland enige media-aandacht vanwege het bezoek van regisseur Jim McBride aan Nederland voor de vertoning van de film op het IFFR. Op de persconferentie van het festival verdedigde McBride zich tegen enige critici die stelden dat een commerciële Amerikaanse film niet thuishoort op een dergelijk filmfestival.
Recensent van Het Vrije Volk schreef: "The Big Easy lijkt de eerste drie kwartier of daar omtrent een gewone politiefilm van het soort Miami Vice. Regisseur Jim McBride verwerkte in zijn film echter een vleugje psychologie dat in andere thrillers doorgaans ontbreekt. Dat geeft een merkwaardige draai aan het verhaal, dat overigens toch eindigt zoals voor de hand ligt."
Criticus van het Algemeen Dagblad noemde de film "een humoristisch en pakkend spel met bekende genre-elementen. Spanning, romantiek, geestige dialogen, swingende muziek en een schilderachtig decor leveren perfect amusement op, met een beetje diepgang als toegift."
Recensent van De Volkskrant omschreef The Big Easy als "een middelmatige, commerciële Amerikaanse politiefilm, gemaakt volgens het bekende recept en met dus de bekende ingrediënten: seks, romantiek, humor, spanning en geweld. Minder dom dan Miami Vice en redelijk onderhoudend. [..] Het enige verrassende aan The Big Easy zijn de hoofdrolspelers. Dennis Quaid en Ellen Barkin zijn twee opvallende en mooie mensen die allebei een prachtige grijns tevoorschijn kunnen toveren."
Criticus van het NRC Handelsblad noemde de film een "doorsneeartikel": "De mediterraan aandoende cajun-cultuur van New Orleans zorgt voor aardige couleur locale en Barkin is in haar dubbelrol van minnares en niet aflatend functionaris het aanzien waard, maar dit alles is al zo vaak eerder vertoond, dat je The Big Easy heel snel vergeet."

## Prijzen en nominaties
| Jaar | Prijs                                  | Categorie                                     | Genomineerde(n)               | Uitslag     |
| ---- | -------------------------------------- | --------------------------------------------- | ----------------------------- | ----------- |
| 1987 | Festival du Film Policier de Cognac    | Grand Prix                                    | Jim McBride                   | Gewonnen    |
| 1987 | Valladolid International Film Festival | Beste Acteur                                  | Dennis Quaid                  | Gewonnen    |
| 1988 | Anthony Awards                         | Beste Film                                    | Stephen J. Friedman           | Gewonnen    |
| 1988 | Sant Jordi Awards                      | Beste Buitenlandse Actrice                    | Ellen Barkin                  | Gewonnen    |
| 1988 | Independent Spirit Awards              | Beste Mannelijke Hoofdrol                     | Dennis Quaid                  | Gewonnen    |
| 1988 | Independent Spirit Awards              | Beste Film                                    | Stephen J. Friedman           | Genomineerd |
| 1988 | Independent Spirit Awards              | Independent Spirit Award voor beste regisseur | Jim McBride                   | Genomineerd |
| 1988 | Edgar Allan Poe Awards                 | Beste Film                                    | Daniel Petrie jr.             | Genomineerd |
| 1988 | Artios Awards                          | Beste Casting                                 | Lynn Stalmaster & David Rubin | Genomineerd |
| 2002 | American Film Institute                | AFI's 100 Years...100 Passions                | The Big Easy                  | Genomineerd |
| 2008 | American Film Institute                | AFI's 10 Top 10                               | The Big Easy                  | Genomineerd |